# Archidiecezja paryska
Archidiecezja paryska – archidiecezja Kościoła rzymskokatolickiego we Francji. Powstanie diecezji datuje się na III wiek, zaś za jej założyciela tradycja każe uważać świętego Dionizego. W 1622 została podniesiona do rangi archidiecezji. Oprócz funkcji rzymskokatolickiego arcybiskupa i metropolity, lokalny biskup diecezjalny jest z urzędu zwierzchnikiem wszystkich żyjących we Francji wiernych katolickich obrządków wschodnich (z wyjątkiem obrządków ukraińskiego, ormiańskiego oraz marionickiego, które mają we Francji własnych biskupów).

## Biskupi i arcybiskupi Paryża
Poniższa lista prezentuje biskupów i arcybiskupów Paryża z podaniem dat ich urzędowania. Za pierwszego uważa się Świętego Dionizego. Podwójna numeracja arcybiskupów w czasie Rewolucji Francuskiej wynikła z faktu obsady tego urzędu przez nowe republikańskie władze. Do ustalonego porządku powrócono wraz z zawarciem konkordatu przez Napoleona.

### Lata 250–500
- Święty Dionizy (do ok. 250)
- Mallon (Mallo)
- Masse (Maxe)
- Marek
- Adventus
- Wiktoryn (do ok. 346)
- Paweł (do ok. 360)
- Prudencjusz (do ok. 417)
- św. Marceli (do ok. 436) – dziewiąty biskup Paryża
- Vivianus (Vivien)
- Feliks
- Flawiusz (Flavianus, Flavien)
- Ursicianus (Ursicin)
- Apedinus (Apédine)

### Lata 500–1000
- Herakliusz (ok. 511 – ok. 525)
- Probatius
- Amelius (533–545)
- Saffaracus (do ok. 550/552)
- Euzebiusz I (od ok. 550/552)
- Święty German (550/552 – 576)
- Ragnemod (576–591)
- Euzebiusz II (ok. 592)
- Symplicjusz (ok. 601)
- Święty Ceran (do ok. 614)
- Leudébert (Léodebert) (ok. 625)
- Audebert (Aubert) (644–650)
- Święty Landeryk (650–661)
- Chrodobert (ok. 663)
- Sigebrand
- Importunus (ok. 666)
- Agilbert (666–680)
- Sigefroi (690–692)
- Turnoald (693–698)
- Adulf
- Berengar (Bernechaire) (do ok. 722)
- Hugo z Rouen (ok. 722)
- Merseidus
- Fédole
- Ragnecapt
- Radbert
- Madalbert (Maubert)
- Déofroi (ok. 775)
- Erchanrade I (ok. 795)
- Ermanfroi (ok. 810)
- Inchad (811–831)
- Erchanrade II (831–857)
- Eneasz (858–870)
- Ingelvin (871–883)
- Gozlin (ok. 885)
- Anschéric (ok. 911)
- Teodulf (911–922)
- Fulrad (922–926)
- Adelhelme (ok. 935)
- Walter I (ok. 937–941)
- Albericus
- Konstantyn (ok. 950)
- Garin (ok. 978)
- Rainald I (ok. 980)
- Lisiard (ok. 990)
- Gizelbert (Engelbert) (992)
- Renaud de Vendôme (991–1017)

### Lata 1000–1500
- Azelin (ok. 1020)
- Francon (ok. 1030)
- Humbert de Vergy (ok. 1030)
- Geoffroy de Boulogne (1061–1095)
- Guillaume de Montfort (1095–1101)
- Fulko (1102–1104)
- Gwalon (1104–1116)
- Guibert (1116–1123)
- Étienne de Senlis (1123–1141)
- Thibaud (1141–1157)
- Filip (1157–1159)
- Piotr Lombard (1159–1160)
- Maurice de Sully (1160–1196)
- Odon de Sully (1196–1208)
- Pierre de La Chapelle (1208–1219)
- Guillaume de Seignelay (1220–1223)
- Barłomiej (1224–1227)
- Guillaume d’Auvergne (1228–1249)
- Walter de Château-Thierry (1249)
- Renaud III (1250–1268)
- Étienne Tempier (1268–1279)
- Jean de Allodio (1280)
- Renaud de Hombliéres (1280–1288)
- Adenolfus de Anagnia (1289)
- Simon Matifas de Bucy (1290–1304)
- Guillaume de Baufet (1304–1319)
- Etienne de Bouret (1319–1325)
- Hugues II (1325–1332)
- Guillaume de Chanac (1332–1342)
- Foulques de Chanac (1342–1349)
- Aldouin Alberti (1349–1350)
- Pierre de La Forest (1350–1352)
- Jean de Meulent (1353–1363)
- Étienne de Poissy (1362–1373)
- Aimery de Magnac (1373–1384)
- Pierre d’Orgemont (1384–1409)
- Gérard de Montaigu (1409–1420)
- Jean Courtecuisse (1420–1421)
- Jean de Rochetaillée (1421–1422)
- Jean de Nant (1423–1426)
- Jacques du Châtelier (1427–1438)
- Denis du Moulin (1439–1447)
- Guillaume Chartier (1447–1472)
- Louis de Beaumont de la Forêt (1473–1492)
- Gérard Gobaille (1492–1492)
- Jean-Simon de Champigny (1492–1502)

### 1500–1622
- Étienne de Poncher (1503–1519)
- François de Poncher (1519–1532)
- Jean du Bellay (1532–1551)
- Eustache du Bellay (1551–1560)
- Guillaume Viole (1564–1568)
- Pierre de Gondi (1569–1588)
- Henri de Gondi (1588–1622)

### 1622–1789
- Jean-François de Gondi (1622–1654)
- Jean François Paul de Gondi (1654–1662)
- Pierre de Marca (1662)
- Hardouin de Perefixe (1664–1671)
- François de Harlay de Champvallon (1671–1695)
- Louis-Antoine de Noailles (1695–1729)
- Charles Gaspard Guillaume de Vintimille du Luc (1729–1746)
- Jacques Bonne-Gigault de Bellefonds (1746)
- Christophe de Beaumont (1746–1781)

### od 1789
- Antoine-Éléonor-Léon Leclerc de Juigné (1781–1802)
  - Jean Baptiste Joseph Gobel (1781–1793)
  - Jean Baptiste Royer (1789–1801)
- Jean-Baptiste de Belloy (1802–1808)
- Jean-Sifrein Maury (1810–1817)
- Alexandre Angélique de Talleyrand-Périgord (1817–1821)
- Hyacinthe-Louis de Quélen (1821–1839)
- Denys Auguste Affre (1840–1848)
- Marie Dominique Auguste Sibour (1848–1857)
- François-Nicholas-Madeleine Morlot (1857–1862)
- Georges Darboy (1863–1871)
- Joseph Hippolyte Guibert (1871–1886)
- François-Marie-Benjamin Richard de la Vergne (1886–1908)
- Leon-Adolphe Amette (1908–1920)
- Louis-Ernest Dubois (1920–1929)
- Jean Verdier (1929–1940)
- Emmanuel-Celestin Suhard (1940–1949)
- Maurice Feltin (1949–1966)
- Pierre Veuillot (1966–1968)
- François Marty (1968–1981)
- Jean-Marie Lustiger (1981–2005)
- André Vingt-Trois (2005–2017)
- Michel Aupetit (2017–2021)
- Laurent Ulrich (od 2022)[1]

## Najważniejsze świątynie
- Archikatedra: Katedra Notre-Dame w Paryżu
- Bazyliki mniejsze:
  - Kościół Notre Dame des Victoires w Paryżu
  - Bazylika Notre-Dame-du-Perpétuel-Secours w Paryżu
  - Bazylika Sacré-Cœur
  - Bazylika Sainte Clotilde w Paryżu